# Landkreuzer P. 1500 Monster
El Landkreuzer P. 1500 Monster (en català 'monstre') va ser un preprototip alemany de tanc superpesant dissenyat durant la Segona Guerra Mundial, que representava el súmmum dels dissenys extrems alemanys en tancs.

## Concepció
El 23 de juny de 1942, el Ministeri Alemany d'Armaments va proposar un tanc de 1.000 tones, el Landkreuzer P. 1000 Ratte. El mateix Adolf Hitler va expressar interès en el projecte, pel que immediatament va rebre el vistiplau. El desembre del mateix any Krupp va dissenyar un tanc encara més gran, de 1.500 tones, el P. 1500 Monster, però a començaments de 1943, Albert Speer, el Ministre d'Armaments, va cancel·lar el projecte.

## Propòsit
Aquest "creuer terrestre" estava planejat per ser una plataforma autopropulsada per al 80-cm K (E), també construït per Krupp, la major artilleria mai no construïda. Els seus projectils de 7 tones podien disparar-se a més de 37 km i estaven destinats a blancs severament fortificats.

## Especificacions
El P. 1500 podria haver fet semblar nans a qualsevol dels tancs pesats de l'època, com el Panzer VIII Maus, el més gran construït durant la guerra. El Maus pesava 188 tones contra les 1.500 tones proposades per als P. 1500. A títol de comparació, el tanc pesat alemany Tiger I pesava 57 tones.
El P. 1500 tenia 250 mm d'armadura frontal i seria propulsat per 2 o 4 motors dièsel de submarí. A més del seu canó principal de 800 mm, podria haver estat armat amb dos obusos sFH 18 de 150 mm i múltiples metralladores pesades MG 151.